# King & Queen
| Recensione              | Giudizio     |
| ----------------------- | ------------ |
| AllMusic                | [ 1 ]        |
| Sputnikmusic            | 4.3 (Superb) |
| Dizionario del Pop-Rock | [ 3 ]        |
| 24.000 dischi           | [ 4 ]        |

King & Queen è il sesto ed album in studio Otis Redding con Carla Thomas, pubblicato dalla Stax Records nell'aprile del 1967.

## Tracce
Lato A
1. Knock on Wood – 2:48 (Steve Cropper, Eddie Floyd) – Registrato il 24 gennaio 1967 a Memphis (TN)
2. Let Me Be Good to You – 2:48 (Isaac Hayes, David Porter, Carl Wells) – Registrato il 18 gennaio 1967 a Memphis (TN)
3. Tramp – 3:00 (Lowell Fulsom, Jimmy McCracklin) – Registrato il 19 gennaio 1967 a Memphis (TN)
4. Tell It Like It Is – 3:13 (George David, Lee Diamond) – Registrato il 19 gennaio 1967 a Memphis (TN)
5. When Something Is Wrong with My Baby – 3:14 (Isaac Hayes, David Porter) – Registrato il 24 gennaio 1967 a Memphis (TN)
6. Lovey Dovey – 2:33 (Eddie Curtis, Ahmet Nugetre) – Registrato il 24 gennaio 1967 a Memphis (TN)

Lato B
1. New Year's Resolution – 3:14 (Deanie Catron, Mary Frierson, Randle Catron) – Registrato il 18 gennaio 1967 a Memphis (TN)
2. It Takes Two – 3:03 (William Stevenson, Sylvia Moy) – Registrato il 18 gennaio 1967 a Memphis (TN)
3. Are You Lonely for Me Baby – 3:14 (Bert Berns) – Registrato il 18 gennaio 1967 a Memphis (TN)
4. Bring It on Home to Me – 2:33 (Sam Cooke) – Registrato il 19 gennaio 1967 a Memphis (TN)
5. Ooh Carla, Ooh Otis – 2:32 (Al Isbell, Otis Redding) – Registrato il 19 gennaio 1967 a Memphis (TN)

- Date registrazioni brani come riportate sulle note del libretto interno della ristampa su CD della Atlantic Records 7567-82256-2, tuttavia contrastante con la fonte jazzdisco.org (che riporta come data unica il 6 febbraio 1967, con punto interrogativo)

## Formazione
- Otis Redding - voce
- Carla Thomas - voce
- Booker T. Jones - tastiera, pianoforte
- Isaac Hayes - tastiera, pianoforte
- Steve Cropper - chitarra
- Donald Dunn - basso
- Al Jackson Jr. - batteria
- Wayne Jackson - tromba
- Joe Arnold - sax alto
- Andrew Love - sassofono tenore

Note aggiuntive
- Jim Stewart - supervisore e produttore
- Ronnie Stoots - design copertina album

## Classifica
Album
| Anno | Classifica             | Posizione raggiunta |
| ---- | ---------------------- | ------------------- |
| 1967 | Billboard 200          | 36                  |
| 1967 | Top R&B/Hip-Hop Albums | 5                   |
| 1967 | Official Albums Chart  | 18                  |

Singoli
| Anno | Titolo del brano | Classifica             | Posizione raggiunta |
| ---- | ---------------- | ---------------------- | ------------------- |
| 1967 | Tramp            | Billboard Hot 100      | 26                  |
| 1967 | Knock on Wood    | Billboard Hot 100      | 30                  |
| 1968 | Lovey Dovey      | Billboard Hot 100      | 60                  |
| 1967 | Tramp            | Hot R&B/Hip-Hop Songs  | 2                   |
| 1967 | Knock on Wood    | Hot R&B/Hip-Hop Songs  | 8                   |
| 1968 | Lovey Dovey      | Hot R&B/Hip-Hop Songs  | 21                  |
| 1967 | Tramp            | Official Singles Chart | 18                  |
| 1967 | Knock on Wood    | Official Singles Chart | 35                  |